# Billedsensor
En billedsensor eller billedtransducer er en komponent, som omsætter et optisk billede til et elektrisk signal. Billedsensorer bliver mest anvendt i digitalkameraer og andre billedapparater.
En elektrisk billedsensor er en todimensionel net af fotodetektorer. Fotodetektorerne er typisk fotodioder som f.eks. omsætter lys til ladning indenfor en bestemt tid, herefter måles ladningerne og fotodioderne "nulstilles" så de er klar til næste lyseksponering.
De fleste billedsensorer i dag (2009) udgøres af billedsensorhovedtyperne CCD-billedsensor eller (CMOS) aktiv-pixel-sensor.
Tidligere var en billedsensor en lysfølsom fotografisk plade, som ændrede sig kemisk proportionalt med mængden af fotoner.

## CCD- kontra CMOS-billedsensorer
I dag anvender digitalkameraer for det meste enten en CCD-billedsensor eller CMOS-billedsensor. Begge typer af billedsensorer konverterer opfanget lys til elektriske signaler.  
En CCD-billedsensor er et analogt apparat. Når lys rammer chippen vil hver pixel fotosensor have en lille elektrisk ladning. Ladningerne konverterer til spænding én pixel ad gangen. Andet elektrisk kredsløb i kameraet omsætter spændingen til digitale data.
En CMOS-billedsensor er en type af aktiv-pixel-sensor (CMOS-billedsensor, APS-billedsensor) som bl.a. baserer sig på CMOS-halvlederteknologi. Ekstra elektrisk kredsløb ved siden af hver fotosensor omsætter lysenergi til en spænding. Yderligere kredsløb på chippen kan inkluderes til at omsætte spændingen til digitale data.
Ingen af teknologierne har en klar fordel i billedkvaliteten. CMOS-billedsensorer kan potentielt implementeres med færre komponenter, bruge mindre energi og/eller yde hurtigere udlæsning end CCD. CCD er en mere moden teknologi og er i de fleste henseender ligeså god som CMOS-billedsensorer.

CMOS-billedsensorer løser hastigheds og skalabilitetsproblemer som passiv-pixel-sensor har. CMOS-billedsensorers APS-pixel bruger langt mindre energi end CCD-pixel, har meget mindre billedforsinkelse og kan fabrikeres på meget billigere og mere tilgængelige produktionslinjer. Ttil forskel fra CCD-billedsensorer kan CMOS-billedsensorer kombinere både billedsensorfunktioner og billedprocesseringsfunktioner i samme integrerede kredsløb.
CMOS-billedsensorer er blevet den valgte teknologi i mange forbruger anvendelser. Men CMOS-billedsensorer anvendes også indenfor digital radiografi, militære ultrahøjhastighedskameraer, højopløselige 'smarte' sikkerhedskameraer, optisk mus og andre anvendelser.

## Ydelse
Der er mange parametre som kan anvendes til at evaluere ydelsen af en billedsensor, inklusiv dets dynamikområde, dets signal-til-støj-forhold, dets lavlys følsomhed, osv. For billedsensorer af sammenlignelige typer, vil signal-til-støj-forholdet og dynamikområde forbedres med stigende pixel sensor størrelse.

## Farvebilledsensorer
Der er flere hovedtyper af farvebilledsensorer, som er forskellige grundet deres farveseparationsmekanismer:
- Bayer-sensor, lav pris og mest almindelig, anvender et farvefiltermønster såsom et Bayer-filter som lader rødlige, grønlige eller blålige lys til udvalgte pixels, som udgør et net og som hver især derfor kun er følsomt for rødligt, grønligt eller blåligt lys. Billedet bliver så interpoleret ved hjælp af en demosaik-algoritme.

- Foveon X3-sensor, anvender et net af lagdelte sensorer hvor hver pixel indeholder 3 sensorer "lagt" ovenpå hinanden hvor hver af de 3 sensorer er følsomme for hver deres farveinterval.

- Bagsidebelyst (BSI) CMOS-sensor, hvor lyset går gennem chippen bagfra og så rammer den fotofølsomme sensor. Fordelen ved denne sensortype er at metalforbindelserne på forsiden ikke er en forhindring for lyset og lys til ladning effektiviteten er derfor større. Sony har stået i front for produktionen af en sådan sensor[3], fulgt af OmniVision.[4]

- 3CCD, anvender 3 distinkte billedsensorer, hvor farveseparationen foregår i dikroiske prismer. De har den bedste kvalitet og er generelt dyrere end enkelt-CCD-billedsensorer.

## Specielle billedsensorer
Specielle billedsensorer bliver anvendt til forskellige anvendelser såsom termiske kameraer, skabelsen af multispektrale kameraer, gammakameraer, billedsensorer til røntgenstråler og andre højfølsomme billedsensorer til astronomi.